# Nodocoquimba
Nodocoquimba is een geslacht van kreeftachtigen uit de klasse van de Ostracoda (mosselkreeftjes).

## Soorten
- Nodocoquimba gibboidea (Hu, 1982)
- Nodocoquimba lupai Hu & Tao, 2008
- Nodocoquimba nahaensis Nohara, 1987
- Nodocoquimba tachihi Hu & Tao, 2008